# Хамуков, Пётр Мухамедович
Пётр Мухамедович Хамуков (род. 15 июля 1991 года в Лабинске, Краснодарского края) — российский боксёр-профессионал, выступающий первой средней (до 69,85 кг), в средней (до 72,57 кг), во второй средней (до 76,2 кг) весовых категориях. По любителям участник Олимпиады 2016 в Рио-де-Жанейро. Выступает за сборную России. Мастер спорта международного класса, победитель многих международных турниров. На соревнованиях представляет Санкт-Петербург и сборную России. Сержант полиции.

## Любительская карьера
- 2010
  - серебряный призёр чемпионата России
- 2012
  - бронзовый призёр чемпионата России
  - победитель международного турнира Великий Шелковый Путь в Баку, Азербайджан
- 2013
  - победитель международного турнира Giraldo-Cordova Cardin Tournament Sala-Kid Chocolate в Гаване, Куба
  - победитель международного турнира Gee-Bee Tournament в Хельсинки, Финляндия
- 2014
  - победитель международного турнира памяти Тайманова и Утемиссова в г. Атырау , Ка захстан
  - победитель международного турнира Кубка Губернатора, Санкт-Петербург
  - серебряный призёр чемпионата России
- 2015
  - благодаря успешным выступлениям в WSB, завоевал лицензию в весе до 75 кг на участие в Олимпийских играх 2016 года в Рио-Де-Жанейро, Бразилия
  - победитель чемпионата Европы в Самокове, Болгария.
  - участник Чемпионата Мира по боксу в Дохе, Катар. Провёл два боя: со счётом 3:0 одержал победу в 1/8 финала над Эндри Сааведра Пинто (Венесуэла), в четвертьфинале раздельным решением судей уступил Бектемиру Меликузиеву (Узбекистан) .
- 2016
  - перешёл в весовую категорию до 81 кг
  - в новом весе выиграл традиционный международный турнир Canaria Gran Boxeo Open
  - на олимпийском квалификационном турнире в Баку завоевал лицензию в весе до 81 кг на участие в Олимпийских играх 2016 года в Рио-Де-Жанейро, Бразилия
  - 7 августа 2016 года на олимпийских играх 2016 закончил выступление на стадии 1/16 финала, уступив Альберту Рамиресу (Венесуэла).
  - Чемпион России по боксу в весе до 75 кг[3] 2017
  - Четвертьфиналист Чемпионата Европы
  - Участник Чемпионата Мира

## Профессиональная карьера
17 марта 2018 года дебютировал в профессиональном боксе против Хосэ Риверы (4-2). Бой прошел в США и закончился победой Хамукова единогласным решением судей. Следующие два боя провел в России и так же победил единогласными решениями. 
21 сентября 2019 года в Бейкерсфилде (Калифорния, США) одержал первую победу нокаутом. Соперник Рэнди Фуэнтес (9-8-1) четыре раза по ходу боя оказывался на полу. Причём в 4-м раунде он падал трижды. Рефери остановил бой. ТКО4.
21 декабря 2019 года в Онтэрио, (штат Калифорния) снова вышел на ринг и снова досрочно путем отказа оппонента выиграл бой. Американец Масео Кроудер (2-4) не вышел на третий раунд. В первом отрезке Кроудер побывал на полу от точного правого. Во 2-м раунде снова пропускал удары, жаловался рефери что у него проблемы с глазом. В перерве решил отказаться от боя. Хамуков RTD 2.
Следующий раз вышел на ринг только в мае 2021 года в Тампе (Флорида, США) победив по очкам опытного джорнимена Луиса Флореса (25-19). Бой прошел в промежуточном весе (74.4 кг) и закончился по очкам в пользу Хамукова после 6-ти раундов.
7 августа 2021 года в Миннеаполисе добыл 7-ю победу. Побежденным оказался американец Макро Дельгадо (7-2). По итогам 6-и раундов судьи выставили счёт: 59—55 дважды и 60—54 в пользу Хамукова.
После перерыва почти в два года вернулся в марте 2023 года проведя три боя на территории Мексики (3 победы - 2 досрочно и 1 победа по очкам).
4 ноября 2023 года в Дейли-Сити (Калифорния) нокаутировал в 3-м раунде джорнимена Энджела Эрнандеса (19-22-1).Для Эрнандеса этот бой стал последним на профессиональном ринге. 
16 марта 2024 года в Редвуд-Сити, США победил раздельным решением судей в тяжелом поединке опытнейшго гейткипера-ветерана Вона Александера (18-10-1, 11 КО). Судейский вердикт был следующий: 77—75 и 78—74 в пользу Хамукова, а третий посчитал все раунды Александеру 72—80.
18 мая 2024 года там же, Редвуд-Сити (Калифорния, США) нокатуировал в третьем раунде возрастного Эсау Эрреру де ла Круса (21-16-1).
20 июня 2025 года в Лонг-Бич (Клифорния) в главном поединке вечера в лимите суперсреднего веса (до 76,2 кг) встретился с недавним участником отборочного боя по линии WBA 25-летним Дэвидом Стивенсом (15-2, 10 КО). Первый раунд противостояния остался за Хамуковым, которого устраивал не спешный бокс издали. Стивен понимая что ему нужно сокращать дистаницю навязал словой бокс и смотрелся уже значительно лучше чем в первом раунде. Первая часть боя минимально осталась за американцем. Вторая половина боя, стартовые раунды остались за Хамуковым, который не просто выровнял бой, а вышел вперёд. Ближе к финальным раундам Стивен взвинтил плотность, работал по корпусу, что  дало ему преимущество в глазах судей. Счёт: 97—93 в пользу американца.